# ラルシュ共同体
ラルシュ共同体（ラルシュきょうどうたい／ラルシュ・コミュニティー、仏：Communautés de l'Arche／英：L'Arche Community）は、1964年にフランス系カナダ人のジャン・バニエにより設立された、知的障がいを持つ人と持たない人が共に生きる国際的なコミュニティーである。ジャン・バニエは、2015年に宗教分野のノーベル賞と言われるテンプルトン賞を受賞した。日本では静岡に「ラルシュ かなの家」がある。

## 設立経緯
1964年、ジャン・バニエは、友人のトマ・フィリップ神父を通じて、ラファエルとフィリップという知的障がいを持つ男性と出会った。病院に閉じ込められるように暮らしていた彼らの状況を知ったバニエは、「施設」ではなく「家庭」で暮らすことが大切と考え、彼らとともにフランスのトロリー村で祈りを中心とする共同生活を始めた。これが、ラルシュ共同体の始まりである。その後、ラルシュのスピリチュアリティ（霊性）に基づくグループ・ホームは世界各地に作られるようになり、現在では世界35か国に147のコミュニティーがある。「ラルシュ」は、フランス語で「箱舟」の意味から付けられた名前である。

## 組織
ラルシュは、「なかま（コア・メンバー）」と呼ばれる知的障がいを持つ人々と彼らの生活を支える「アシスタント」と呼ばれる人々が、人間らしさを探そうとするコミュニティー（共同生活の場）である。コミュニティーは、通常、複数のグループ・ホーム（家）から成り、コア・メンバーとアシスタントは決まったホームで家族として生活する。また、多くのコミュニティーでは、地域の知的障がいを持つ人々を対象としたデイケア・プログラムも行っている。各コミュニティーは国際ラルシュ連盟に加盟しているが、運営はそれぞれ地域に根ざして独立して行われる。

### 信仰に基づく共同体
ラルシュではそれぞれの信仰が大切にされており、異なる宗教や文化に属しながら、共に祈ることを中心とした生活を送っている。当初はカトリックの伝統から始まったが、現在のラルシュはキリスト教徒だけでなく、ヒンドゥー教徒、ユダヤ教徒、イスラム教徒など、その他の信仰を持つ人々にも広がりを見せている。

## 日本のラルシュ
ラルシュ共同体の各コミュニティーは国際ラルシュ連盟に加入し、ラルシュ・コミュニティー憲章に則り運営されている。日本では、静岡県静岡市にある「かなの家」が1991年に国際ラルシュ連盟の正式なメンバーとして承認され、現在、日本唯一のラルシュ共同体となっている。
かなの家の他には、「シード・グループ」と呼ばれるラルシュをモデルとしたグループ・ホームが日本各地に存在し、ラルシュ共同体となることを目指している。

### バングラデシュのラルシュと日本
バングラデシュではテゼ共同体により、2002年にラルシュの理念に沿ったグループ・ホームが初めて創設され、2007年に「ラルシュ・マイメンシン」として国際ラルシュ連盟のメンバーとなった。2008年以降、そのラルシュのコミュニティ・リーダーは、日本の国際協力NGOの草分けである日本キリスト教海外医療協力会（JOCS）から派遣された岩本直美ワーカー（看護師）である。
イスラム教国のバングラデシュのラルシュでは、それぞれ違う宗教に属するメンバー（イスラム教、ヒンドゥー教、キリスト教）が、互いの信仰を大切にしつつ、祈りを中心とした生活をともにしていることから、世界のラルシュ・コミュニティーのなかでも先進的な例として特に注目されている。

## 資金源
ラルシュの財政は各コミュニティーで独立しており、その資金源は所在国により大きく異なる。アトリエや作業所での労働（クラフト制作や石鹸製造など）からの収入に加え、先進国の場合は、政府からの補助金・給付金などによって成り立っている。社会福祉制度が存在しない発展途上国の場合、資金源はもっぱら地域や海外からの寄付金である。

## 関連書籍
- ジャン バニエ 『ジャン・バニエの言葉: 講話とインタビュー』 浅野幸治 訳、新教出版社、2012年、ISBN 978-4-40052-360-4
- ジャン・ヴァニエ 『人と出会うこと』 原田葉子 訳、聖パウロ女子修道会、2008年、ISBN 978-4-78960-657-8
- ジャン・バニエ 『あなたは輝いている―ラルシュ・コミュニティーからの思索』 佐藤仁彦 訳、一麦出版社、2008年、ISBN 978-4-90066-695-5
- ジャン・バニエ 『永遠の泉―いま、泣いているあなたは幸いです』 佐藤仁彦 訳、一麦出版社、2006年、ISBN 978-4-90066-666-5
- ジャン・バニエ 『人間になる』 浅野幸治 訳、新教出版社、2005年、ISBN 978-4-40042-130-6
- ジャン.ヴァニエ 『暴力とゆるし』 原田葉子 訳、女子パウロ会、2005年、ISBN 978-4-78960-591-5
- ジャン.ヴァニエ 『うつを越えて』 原田葉子 訳、女子パウロ会、2004年、ISBN 978-4-78960-575-5
- ジャン・バニエ 『コミュニティー―ゆるしと祝祭の場』 佐藤仁彦 訳、一麦出版社、2003年、ISBN 978-4-90066-657-3
- ジャン・バニエ 『ラルシュのこころ―小さい者とともに、神に生かされる日々』 佐藤仁彦 訳、一麦出版社、2001年、ISBN 978-4-90066-642-9
- ヘンリ・ナウエン 『明日への道―ラルシュへと向かう旅路の記録』 長沢道子・植松功 訳、あめんどう、2001年、ISBN 978-4-90067-709-8
- ジャン・バニエ 『心貧しき者の幸い』 鳩の会 訳、あめんどう、1996年、ISBN 978-4-90067-703-6
- ジャン・バニエ 『小さき者からの光』 長沢道子 訳、あめんどう、1994年（再版 2010年）、ISBN 978-4-90067-702-9
- ジャン・バニエ 『希望にあふれて 3版』 長沢巌・ 矢口以文 訳、日本キリスト教書販売、1976年（再版1992年）、ISBN 978-4-81842-126-4
- ジャン バニエ 『愛と性の叫び―心に傷を負った人々からの』 江草安彦・渡辺和子 訳、ぶどう社、1990年、ISBN 978-4-89240-088-9